# Club Real Maracaná
El Club Real Maracaná es un club peruano de fútbol femenino. Fue fundado el 2 de octubre del 2000. Su principal título es el Campeonato Nacional de Fútbol Femenino, lo que le permitió participar en la Copa Libertadores Femenina. Participó en varios torneos metropolitanos de fútbol femenino. Actualmente no participa en la Liga Femenina FPF. Suele jugar en el Estadio Municipal de El Agustino.

## Participaciones nacionales

### Torneos metropolitanos
En el 2009 ganó el Cuadrangular de fútbol femenino en marzo de 2009 organizado por la Federación Peruana de Fútbol.
En el 2009 y 2011 Real Maracaná obtuvo los subcampeonatos metropolitanos.  En 2009 perdió la final frente a JC Sport Girls 2 a 0 y en 2011 perdió la final 3 a 1, otra vez frente a JC Sport Girls.

### Campeonato Peruano de Fútbol Femenino de 2013
Real Maracaná ganó el torneo metropolitano Apertura. Lo que le permitió clasificar a la final. El día miércoles 18, a las 16:00 horas en las instalaciones del complejo deportivo de la FPF, el campeón del Torneo Apertura, Real Maracaná se debió medir con el campeón del Torneo Clausura, JC Sport Girls para determinar quién sería el campeón Metropolitano 2013. El encuentro lo ganó el Real Maracaná 1 a 0.
En esta etapa se enfrentaron Real Maracaná (Lima) y Internacional (Arequipa). Ganó el cuadro de la capital peruana 4 a 0. Todos los goles llegaron en el segundo tiempo. Astrid Ramírez (2), María Cáceres y Scarlet Flores consumaron el triunfo del Maracaná. Mientras que el Internacional por segundo año consecutivo se quedó con el subcampeonato nacional.

## Participaciones internacionales

### Copa Libertadores Femenina 2014
| Equipo        | Pts | PJ | PG | PE | PP | GF | GC | DG |
| ------------- | --- | -- | -- | -- | -- | -- | -- | -- |
| São José      | 9   | 3  | 3  | 0  | 0  | 16 | 1  | 15 |
| Boca Juniors  | 6   | 3  | 2  | 0  | 1  | 7  | 7  | 0  |
| Real Maracaná | 3   | 3  | 1  | 0  | 2  | 4  | 13 | -9 |
| Mundo Futuro  | 0   | 3  | 0  | 0  | 3  | 3  | 9  | -6 |

| 5 de noviembre de 2014, 19:30 hrs. | São José                                                                | 7:0 (5:0) | Real Maracaná | Estádio Martins Pereira, São José dos Campos, São Paulo, Brasil |                                 |
|                                    | Poliana 15' · Andressa 19', 25', 46' · Chú 26', 37' · Bruna Benites 62' | Reporte   |               | Árbitro(s): Maria Victoria Daza                                 | Árbitro(s): Maria Victoria Daza |

| 7 de noviembre de 2014, 17:30 hrs. | Mundo Futuro                  | 2:3 (2:0) | Real Maracaná                                | Estádio Martins Pereira, São José dos Campos, São Paulo, Brasil |                          |
|                                    | Yanina Ángeles 43' · Nani 45' | Reporte   | Astrid Ramírez 66' (p.), 68' · Adriana Lucar | Árbitro(s): Nadia Fuques                                        | Árbitro(s): Nadia Fuques |

| 9 de noviembre de 2014, 17:30 hrs. | Real Maracaná         | 1:4 (0:2) | Boca Juniors                                                    | Estádio Martins Pereira, São José dos Campos, São Paulo, Brasil |  |
|                                    | Meissi Quichi Pau 51' | Reporte   | Eliana Stabile 9' · Yael Oviedo 37', 90+1' · Aldana Cometti 81' |                                                                 |  |

## Palmarés
Campeonato Peruano de Fútbol Femenino de 2013